# Franz Warmbold
Karl Friedrich Franz Warmbold (* 7. August 1839 in Güsten; gestorben unbekannt) war ein Oberlehrer und Historiker.

## Leben

### Karriere
Warmbold besuchte eine lokale Schule in Güsten und später auch in Ballenstedt. In Köthen und Quedlinburg besuchte er die lokalen Gymnasien und studierte ab Ostern 1861 Philologie an der Universität Halle. Im Januar 1865 unterzog er sich der Staatsprüfung in Dessau und wurde daraufhin am herzoglichen Gymnasium in Bernburg angestellt. Vereidigt wurde er im Mai 1867.
Bis 1871 erreichte ihn die Position des Oberlehrers. Um 1873 wechselte er an das Francisceum in Zerbst. 1877/78 erfolgte seine Versetzung an das herzogliche Realgymnasium zu Dessau durch die Herzogliche Regierung. Dort wirkte er bis mindestens 1883. Er nahm 1884 an der 37. Versammlung der Deutschen Philologen und Schulmänner in Dessau teil. Bis 1894 nahm er seinen Abschied und lebte als Oberlehrer a. D. in Ballenstedt. Er spezialisierte sich auf den griechischen Dichter und Dramatiker Euripides.

## Werke
- Euripides' ansichten vom tode und vom jenseits. 1871[11]
- Beiträge zur Euripideischen Ethik. 1875[12]